# Adolf Hennel
Adolf Hennel (ur. 16 czerwca 1829, zm. 5 maja 1869) – dziennikarz, członek Rządu Narodowego w 1863 r.

## Życiorys
Urodził się w Sandomierzu jako najmłodszy syn Antoniego Haennela (1789 – 1861) i Małgorzaty z domu Lubowieckiej (1795 – 1858). Nazwisko Haennel zmienił na Hennel w 1862 lub 1863 roku.
Uczęszczał do szkół w Sandomierzu i w Radomiu, a następnie ukończył Instytut Agronomiczny w Marymoncie.
Początkowo zajął się rolnictwem, biorąc w dzierżawę wieś Truskolasy w świętokrzyskiem. Na tym polu nie odniósł jednakże sukcesu i w 1859 r. przeniósł się do Warszawy. Tu podjął pracę w charakterze dziennikarza, wchodząc do redakcji „Gazety Codziennej” (która w 1861 r. powróciła do dawnego tytułu „Gazeta Polska”). Pracował też w związanym z tą gazetą „Przeglądzie Europejskim”. W r. 1861 należał do współpracowników nielegalnej „Strażnicy”.
W 1860 r. ożenił się z Eugenią Bogusławską, córką Andrzeja Bogusławskiego, kapitana ułanów w powstaniu listopadowym.
Od 1861 r. był członkiem organizacji powstańczej. W czerwcu 1863 r. został wydziałowym okręgu obejmującego Pragę. Z upoważnienia Rządu Narodowego redagował również konspiracyjny „Dziennik Narodowy”. W sierpniu 1863 r. został członkiem Rządu Narodowego, gdzie w Wydziale Spraw Wewnętrznych pełnił funkcję referenta do spraw województw mazowieckiego i kaliskiego.
Aresztowany na wiosnę 1864 r. został objęty procesem Traugutta. W śledztwie prowadzonym w Warszawskiej Aleksandrowskiej Cytadeli zachował niezłomną postawę, nie uległ naciskom, wszystkiemu zaprzeczał i wyparł się wszelkich nielegalnych działań. Zgodnie z orzeczeniem Wojskowej Komisji Śledczej z dn. 14 maja 1864 r. Romuald Traugutt i pozostałych 22 członków Rządu Narodowego, w tym Adolf Hennel, zostało oddanych pod sąd wojenny.
Na mocy wyroku sądu polowego z dn 7 lipca 1864 r., zatwierdzonego przez Namiestnika i Głównodowodzącego wojskami w Królestwie Polskim generał-adiutanta hrabiego Fiodora F. Berga pięciu uczestników procesu, na czele z Romualdem Trauguttem, zostało skazanych na karę śmierci przez powieszenie. Adolfa Hennela skazano początkowo na zsyłkę na 15 lat ciężkich robót. Wyrok ten zmieniono następnie na zesłanie na 5 lat do Tobolska na Syberii. Eugenia towarzyszyła mężowi na wygnaniu. Dom Adolfa i Eugenii był ośrodkiem życia Polaków - wygnańców w Tobolsku.
Po kilku latach, Adolf w bardzo złym stanie zdrowia (z rozwiniętą gruźlicą), został zwolniony z zesłania i przewieziony przez żonę do majątku swojego brata Cypriana w Bilczy, gdzie wkrótce zmarł. Został pochowany na cmentarzu w Obrazowie.